# Joseph Delmedigo
Joseph Delmedigo ou Del Medigo, de son nom complet  Joseph Salomon Delmedigo, appelé également Yashar Mi-Qandia (en hébreu יש"ר מקנדיה), ou encore Jacopo de Candia, est un kabbaliste, philosophe, mathématicien et astronome, né le 16 juin 1591 à Candie en Crète, mort le 16 octobre 1655 à Prague.

## Sa vie
Joseph Delmedigo appartient à une famille juive installée en Crête (une île grecque incluse alors dans la république de Venise) depuis au moins le début du XVe siècle. Il est l’arrière-petit-neveu d’Élie del Medigo (1458-1493), un philosophe, talmudiste et humaniste, de tendance néo-aristotélicienne.
Né à Candie en 1591, Joseph Delmedigo part pour Padoue, au début du XVIe siècle, afin d’y étudier la médecine, ainsi que l’astronomie sous la direction de Galilée. Il s’installe à Venise en 1613 pour y étudier la philosophie avec Léon de Modène et Simon Luzzato. Il retourne ensuite à Candie. Il s’y marie. Il y pratique la médecine.
Il part pour l’Égypte en 1616. Il demeure au Caire, puis à Alexandrie, où il poursuit ses travaux en mathématique. Il est à Istanbul en 1619. Comme en Égypte, il fréquente des karaïtes pour lesquels il éprouve beaucoup de sympathie. Il rencontre un kabbaliste à Istanbul, qui l’initie aux théories d’Isaac Louria. La Kabbale l’intéresse de plus en plus, parallèlement à ses travaux en mathématique et en philosophie.
Il part pour la Pologne en 1620. Il y devient le médecin du prince Radziwill. Puis il s’établit à Hambourg vers 1623. Sa réputation de médecin et de savant lui vaut une grande autorité. Il s'installe à Amsterdam en 1627. Il y enseigne. Il y publie des traités kabbalistiques.
Il quitte Amsterdam pour Bâle en 1629, où ses deux ouvrages les plus connus – Ta’alumot Hokhmah (Les Profondeurs de la sagesse) et Novelot Hokhmah (Les Succédanés de la sagesse) – sont imprimés, le premier en 1629, le second en 1631.
Il voyage en Allemagne et en Bohême. Il s’installe finalement à Prague, où il meurt en 1655.

## Son œuvre
Sous l’influence de son grand-oncle, Élie del Medigo, et de son maître, Léon de Modène, Joseph Delmedigo a adopté d’abord une position critique vis-à-vis de la Kabbale. Il l’a exposée dans son ouvrage Iggerest Ahuz (édité par Abraham Geiger dans Melo Chofnajim, à Berlin, en 1840).
Joseph Delmedigo révise sa position en la matière à Istanbul en 1619, lorsqu’il découvre les théories d’Isaac Louria, à travers l’ouvrage d’Israël Sarug, Limoudé Atsilout (Les Études de l’émanation).
Marqué par l'influence de Sarug, Joseph Delmedigo s’intéresse « au côté philosophique et abstrait de la Kabbale », note Gershom Scholem. Il tente de concilier les deux traditions antagonistes dans le judaïsme : celle des philosophes talmudistes, d’une part ; celle des mystiques kabbalistes, de l’autre.
Sans pouvoir partager avec les kabbalistes les pratiques extatiques, suspectes de superstition à ses yeux, Delmedigo adhère au néo-platonisme propre à la kabbale et à la conception lourianique de la création du monde.
L’importance de l’œuvre de Joseph Delmedigo tient surtout au fait que ses ouvrages sur les théories lourianiques comptent parmi les premiers à avoir été imprimés et à gagner une vaste audience dans les écoles rabbiniques d’Europe du Nord. Ses ouvrages figuraient dans la bibliothèque de Spinoza. Joseph Delmedigo a joué un rôle important dans la diffusion de la kabbale lourianique.
Dans son traité, Emek ha-Melekh (La Vallée des rois), édité à Amsterdam en 1648, Naphtali Bacharach emprunte de nombreux passages à Joseph Delmedigo, sans pour autant le reconnaître, mais en accusant, au contraire, Delmedigo de l’avoir plagié.

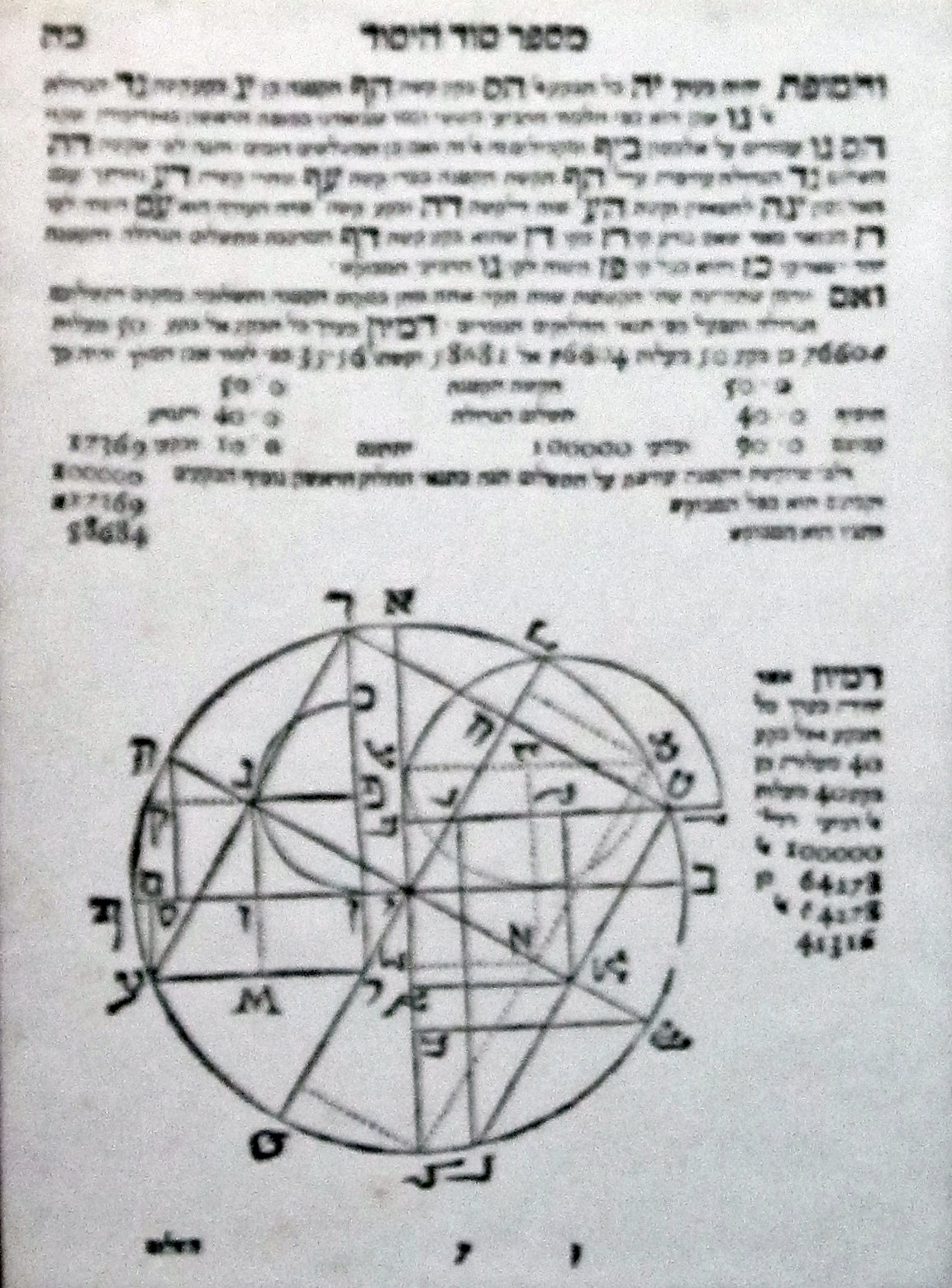
Une page du Sefer Elim

Joseph Delmedigo a également publié des ouvrages consacrés à d’autres thèmes que la Kabbale, notamment :
- Sefer Elim (Le Livre des palmes) – édité par Manasse ben Israël à Amsterdam en 1629 –, suivi de  Ma'ayan Chatum (La Fontaine close) et Ma'ayan Ganim (La Fontaine du jardin), une série de traités d’inspiration talmudique où Delmedigo traite des rapports entre religion et philosophie, en abordant toutes sortes de questions, en astronomie, en physique, en mathématique, en médecine, en harmonie musicale, etc.
- Gevurot Hashem, un traité d’astronomie.